# Записка церковна
Церковна записка — так званий пом'янник, що подається православними християнами в храмі, для церковної молитви за тих людей, чиї імена написані в записці. У Православній Церкві в Україні існують два види записок: «за здоров'я» і «за упокій».

### За здоров'я
Перша записка, що подається християнином у храмі. Поняття «за здоров'я» означає не тільки здоров'я, фізичне благополуччя, але й духовний стан. В цю записку пишуть тих, кому бажають здоров'я, спасіння й благоденства. Слово Боже навчає молитись не тільки за себе, але й за інших: «Моліться один за одного» (Як. 5:16). Тож на цій загальній молитві один за одного і базується Церква.
Прийнято записку заповняти в такій послідовності:
1. Патріархи і правлячий архієрей
2. Духовний отець, священик
3. Імена батьків (якщо вони живі), своє ім'я, імена членів сім'ї, близьких та рідних
4. Доброзичливці, благодійники
5. Імена недоброзичливців, кривдників, заздрісників та обов'язково ворогів

Молитву за ворогів та ворогуючих, в православ'ї, вважають великою силою що закінчує ворожнечу. В православ'ї ставались випадки, коли після написання ворога в записці «за здоров'я», ворог ставав доброзичливцем.

### За упокій
«За упокій» — друга записка, що подається. В ній пишуть імена покійних рідних, близьких, знайомих, вчителів, доброзичливців, всіх, хто дорогий для нас. За православним вченням християни повинні молитися не тільки за ближніх, а й за весь рід людський. Померлі, хоч і відійшли від нас, і перебувають тілом в землі, а душею у Господа, не зникли, а продовжують жити небаченим для нас духовним життям. У Святому Євангелії сказано: «Бог же не є Богом мертвих, а живих, бо всі в Нього живуть» (Лк. 20:38). Ми віримо в те, що багато померлих, навіть ті, про яких ми не знаємо, також моляться за нас, своїх нащадків. За православним вченням, ми є одне тіло, що має Одну Голову — Господа Ісуса Христа. «Бо коли живемо — для Господа живемо, і коли вмираємо — для Господа вмираємо. І чи живемо, чи вмираємо — ми Господні! Бо Христос на те й умер, і ожив, щоб панувати і над мертвими, і над живими». (Рим. 14:8-9).

### Як правильно подати записку
Маючи намір подати записку потрібно керуватись певними правилами:
1. В храмі поминають тільки тих людей, що хрестились в Православній Церкві.
2. Записки потрібно подавати до початку Літургії. Краще ввечері або рано вранці, до початку служби.
3. Зрозумілим почерком, краще друкованими буквами.
4. Писати в одній записці не більше 10 імен (якщо ж ви хочете пом'янути більше людей, то краще подайте декілька записок).
5. Зверху листа, на якому пишеться записка, повинно стояти зображення хреста (зараз у багатьох храмах є вже готові бланки записок).
6. Напишіть заголовок записки: «за здоров'я» або «за упокій» (якщо такої позначки на бланку немає).
7. Імена пишіть в родовому відмінку (питання «кого?»).
8. Ставте повну форму імені, навіть якщо ви поминаєте дітей (наприклад, не «Артема», а «Артемія», не «Саші», а «Олександри»).
9. Дізнайтесь церковне написання імені (наприклад не «Поліни», а «Аполінарії»; не «Єгора», а «Георгія»).
10. Дитину до 7 років називають «младенець», від 7 до 15 років «отрок», «отроковиця».
11. Не потрібно вказувати прізвища, професії, титули.
12. Дозволяється вписувати в записку слова «воїна», «монаха», «монахині», «хворого», «подорожнього», «ув'язненого».
13. Не потрібно писати «стражденного», «загубленого», «озлобленого», «учня», «скорботного», «дівиці», «удовиці», «вагітної».
14. В заупокійних записках відмітьте «новопреставленого» (покійного протягом 40 днів після його кончини), «приснопам'ятного» (покійного, що має цього дня пам'ятну дату), «вбитого».
15. За тих, кого Церква прославила в лику святих (наприклад, «блаженну Ксенію»), подавати записки вже не потрібно!

### Пожертвування
Подаючи записку, парафіяни вносять пожертвування на потреби храму. Різниця в цінах виражає лиш різницю в сумі пожертвування. Імена можуть не прочитати в записці необов'язково читають під час єктенії[джерело?]. Поминання може відбуватися на проскомидії при вийманні частиць із просфори. Під час же «заздравної» і «заупокійної» єктенії можна дістати свій пом'янник і помолитися за близьких.

### Приватні Богослужіння
Окрім загальних Богослужінь (Літургія, вечірня, вранішня) в Православній Церкві існують приватні Богослужіння, що називаються «требами» (бо вони здійснюються на потреби парафіян), в тому числі молебні (за живих) і панахиди (за померлих). Вони здійснюються зазвичай по закінченню Літургії і замовляються там само, де й приймають записки й продають свічки. Також, у Церкві можна замовити і за живих, і за померлих сорокоуст (молебень, що здійснюється Церквою щодня протягом 40 днів (буває двох видів: простий і з частинкою).